# Mikhail Eisenstein
Mikhail Osipovitj Eisenstein (russisk: Михаил Осипович Эйзенштейн; 5. september 1867 i Sankt Petersborg – 1. juli 1920 i Berlin) var en russisk arkitekt og civilingeniør, hvis fædrene ophav var tyske jøder konverteret til ortodoks kristendom, og hvis mødrene ophav var fra Sverige. Eisenstein var uddannet ved Polyteknisk Institut i Sankt Petersborg i 1893, og er ophavsmanden til en række Jugendstil-bygninger i Letlands nuværende hovedstad Riga. Han stod bag opførelsen af flere beboelsesejendomme for etatsråd A. Lebedinskij, herunder dem på Alberta iela nr. 4 fra 1904, nr. 6 fra 1903 og nr. 13 samt Elizabetes iela 10b fra 1903. Eisensteins projekter var karakteriseret af dekorative vinduer i ulige former, og ofte med store kvindelige hovedformer og lyse glaserede mursten eller keramiske plader, glas- og metalfliser og lignende.
Hans søn Sergej Eisenstein var en velkendt sovjetisk filminstruktør.
- Building on Elizabetes iela 33
- Bygning på Alberta iela 4
- Bygning på Alberta iela 8
- Bygning på Elizabetes iela 10b
- Bygning på Alberta iela 2a
- Bygning på Brivibas iela 99